# Tenala församling
Tenala församling var fram t.o.m. den 31 december 2014 en av åtta församlingar i Raseborgs kyrkliga samfällighet i Raseborgs prosteri inom Borgå stift i Evangelisk-lutherska kyrkan i Finland. Till församlingen hörde de kyrkomedlemmar som var bosatta på Tenalas område i Raseborgs stad. Majoriteten av medlemmarna var svenskspråkiga. Vid årsskiftet 2007/2008 hade församlingen 2 088 medlemmar.
Den första januari 2015 upphörde Tenala församling för att ingå i Ekenäsnejdens svenska församling, som omfattar även de tidigare församlingarna i Ekenäs, Snappertuna och Bromarv. 